# Unione gioventù antifascista del Territorio libero di Trieste
L'Unione gioventù antifascista del Territorio libero di Trieste (in italiano abbreviato UGA; in sloveno Zveza antifašistične mladine Svobodnega tržaškega ozemlja, abbreviato ZAMSTO), inizialmente nota come Unione gioventù antifascista della Regione Giulia (in sloveno Zveze antifašistične mladine Julijske krajine, abbreviato ZAMJK) fu un movimento giovanile della Venezia Giulia (poi del Territorio Libero di Trieste). Fu attivo tra il 1945 e il 1954.
L'unione si formò come continuazione dei gruppi giovanili antifascisti italiani e sloveni presenti nella zona alla fine della Seconda Guerra Mondiale. Tra i gruppi che confluirono nell'Unione gioventù antifascista della Regione Giulia c'erano il Fronte della Gioventù di Gradisca d'Isonzo, l'Unione Giovanile Antifascista di Gorizia e gruppi giovanili antifascisti di Trieste, Istria, Fiume e Pola. Il 2 settembre 1945 si tenne una conferenza giovanile italo-slovena. Seguì la conferenza di fondazione dell'UGA il 1º novembre 1945, durante la quale fu completata la fusione dei diversi gruppi. L'UGA fu costituita come parte integrante dell'Unione Antifascista Italo-Slava.
L'UGA era strettamente legata alla Federazione Giovanile Comunista della Venezia Giulia (l'ala giovanile del Partito Comunista della Venezia Giulia). Gli organizzatori dell'UGA erano generalmente esponenti della Federazione Giovanile Comunista. L'UGA era divisa in sezioni per studenti, giovani lavoratori, giovani contadini e pionieri.

## Attività politiche
Dal punto di vista politico, l'Unione gioventù antifascista si batteva per l'integrazione della regione nella Jugoslavia. L'organizzazione mobilitava i giovani per partecipare alle brigate di lavoro per la ricostruzione postbellica della Jugoslavia. L'organizzazione organizzava anche eventi sportivi e culturali.
Una volta costituito il Territorio Libero di Trieste, il nome dell'organizzazione fu cambiato in Unione gioventù antifascista del Territorio Libero di Trieste.
L'organizzazione tenne un congresso nel dicembre 1947. Nella Zona B controllata dalla Jugoslavia, il nome del movimento fu cambiato in Unione della Gioventù Slovena del Territorio Libero di Trieste (Zvezo slovenske mladine Svobodnega tržaškega ozemlja).
L'UGA fu sciolta nel 1954. Tuttavia, l'importanza dell'organizzazione era calata molto prima, dal momento che le sue attività erano diminuite dopo la rottura tra Tito e Stalin del giugno 1948.